# Babina okinavana
Babina okinavana es una especie de anfibio anuro de la familia Ranidae.

## Distribución geográfica
Esta especie se encuentra:
- en Taiwán en los condados de Nantou y Yilan;
- en Japón en la isla de Ishigaki-jima y la isla de Iriomote-jima en el archipiélago de Sakishima.[3]

## Etimología
El nombre de su especie le fue dado en referencia al lugar de su descubrimiento, el archipiélago de Okinawa, lugar erróneo para Matsui en 2007.

## Publicación original
- Boettger, 1895 : Neue Frösche und Schlangen von den Liukiu-Inseln. Zoologischer Anzeiger, vol. 18, p. 266–270[4]